# Svahový pohyb

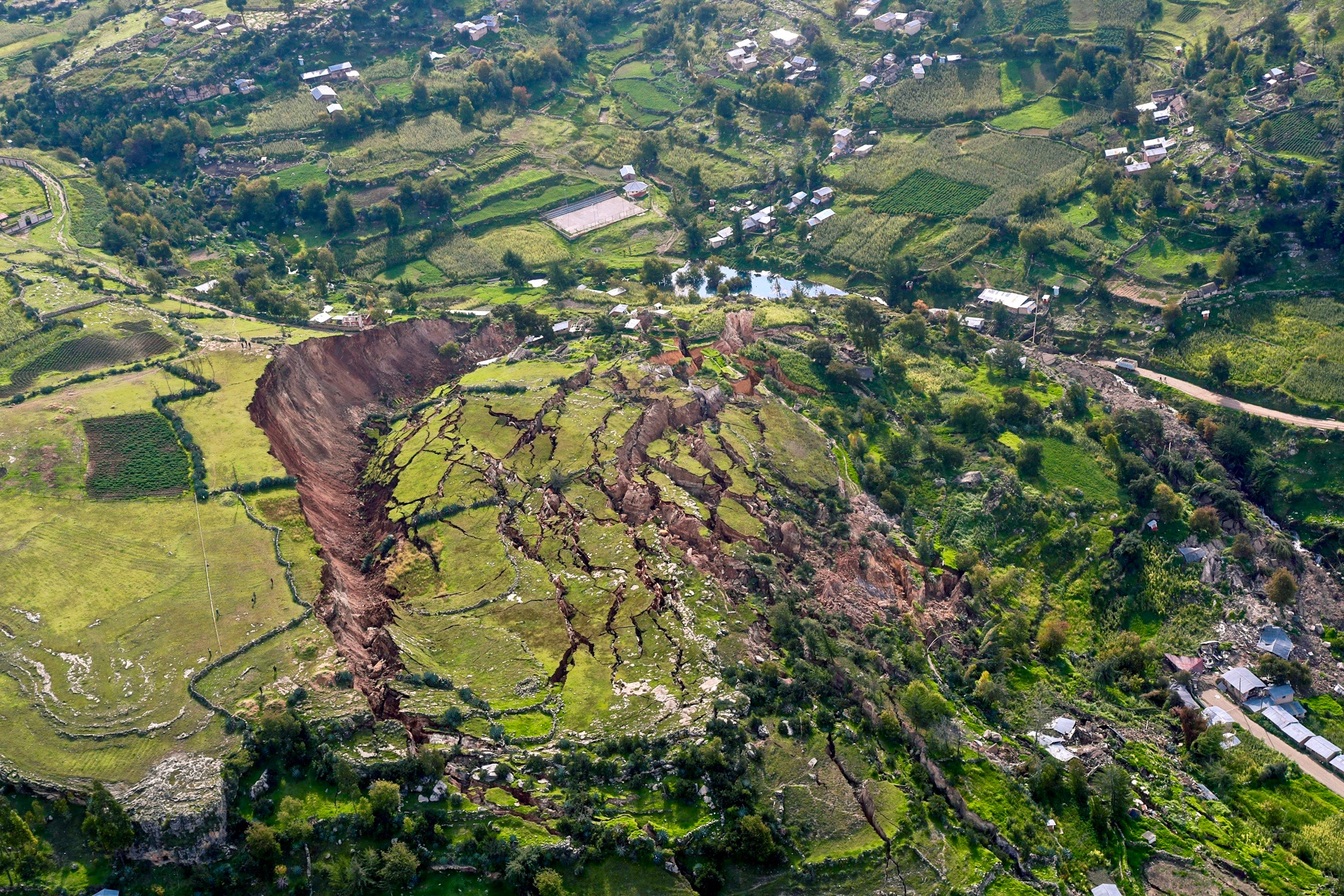
Sesuv půdy poblíž Cuzca v Peru, 2018

Počítačová simulace sesuvu, ke kterému došlo v roce 1997 v San Mateo County v Kalifornii

Svahové pohyby, někdy též svahové pochody, představují soubor pohybů a pochodů působících na svahu. Dělí se do několika skupin v závislosti na rychlosti, typu a vedoucím procesu.

## Skupiny svahových pohybů

### Gravitační svahové pohyby
Skupina svahových pohybů, u nichž je původcem gravitace. Napětí ve svahu ovlivňuje vývoj svahu (změna výšky či sklonu), jeho odlehčení a režim podpovrchových vod. Gravitační síly následně u svahů působí smykové napětí, čímž dochází k deformaci horniny nebo zeminy. V závislosti na rychlosti se gravitační svahové pohyby dělí (od nejpomalejšího k nejrychlejšímu):
1. ploužení – velmi pomalý a dlouhodobý pohyb, při němž dochází k tečení zeminové nebo horninové hmoty. Dochází k deformaci, která ale nepřekračuje mez pevnosti hmoty. Podle hloubky se ploužení dále dělí na povrchové a podpovrchové (někdy taky hlubinné).
2. Sesouvání (též sesuv) – pokud gravitační napětí překročí mez pevnosti horniny či zeminy, dojde k náhlé deformaci svahu – sesouvání. Jde o rychlý, krátkodobý a klouzavý pohyb hmoty po svahu podél smykové plochy. Ta může být jedna, ale může jich být i víc. V závislosti na typu smykové plochy se sesuvy dále dělí. Na území bývalého Československa patří mezi největší případ tohoto typu svahového pohybu sesuv v Handlové z přelomu let 1960/61.
3. Řícení – náhlý a krátkodobý pohyb horninové hmoty na strmých svazích, která se zpravidla volným pádem přesouvá do nižších poloh. Ke skalnímu řícení došlo v České republice například v Hřensku.[2]

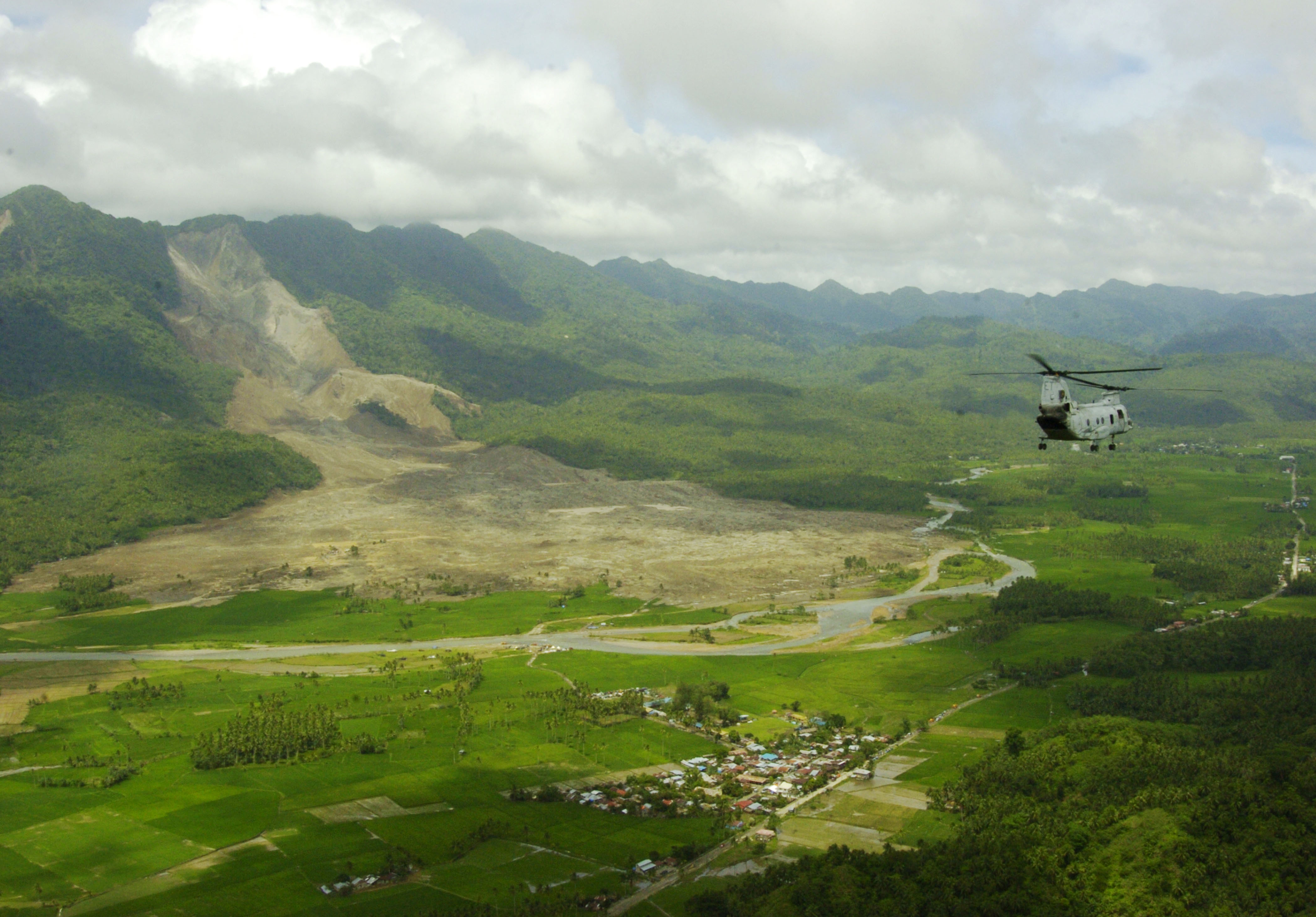
Masivní soliflukce, ke které došlo v únoru 2006 na Filipínách

### Fluviální svahové pohyby
Skupina svahových pohybů podmíněných vodou. V případě působení povrchového odtoku vody, ať již srážkové či tavné (tj. způsobené táním), se hovoří o ronu. Při něm dochází k nesoustředěnému stékání vody po povrchu terénu, která sebou odnáší jemné částice půdy nebo zvětralinového pláště. Srážková či tavná voda, která se vsákne (infiltruje) do půdy, na svah dále působí mechanicky a chemicky. Podpovrchová voda pak může způsobit následující svahové pohyby:
1. Sufoze – mechanický odnos drobných půdních či horninových částic podzemní vodou, který vede k sesedání povrchu, vzniku výdutí a sníženin.
2. Soliflukce (též půdotok) – při nasycení půdy svahu může dojít k plastickému pohybu materiálu. Na základě míry nasycení se rozlišuje (od nejpomalejšího): pomalá soliflukce, rychlá soliflukce, bahenní proudy a blokovobahenní proudy.
3. Tečení – za určitých podmínek může dojít ke ztekucení jílového podloží. Svahový pohyb nejprve začíná jako sesuv, ale záhy se mění v tečení rozbředlých jílů.
4. Plíživý pohyb zvětralin – velmi pomalý pohyb hmoty po svahu v důsledku různých příčin. Dále se dělí na plíživý pohyb půd a plíživý pohyb sutí.

## Rychlost svahových pohybů
Na základě rychlosti se svahové pohyby dělí do tří skupin:
- pomalé dlouhodobé svahové pohyby (mm/rok až mm/den)
- rychlé svahové pohyby (mm/h až m/h)
- katastroficky rychlé svahové pohyby (m/h, km/h až 100 km/h)

## Sesuvy sopečných útvarů

Mount St. Helens jeden den před erupcí a čtyři měsíce poté. Foceno zhruba ze stejného místa.

Sesuvy jsou na sopečných tělesech běžné, neboť je tvoří nezpevněné a střídavě ukládané vrstvy lávy a pyroklastiky. Mohou vykazovat širokou škálu nestability (hydrotermálními změnami, magmatickou intruzí nebo celkovou strukturální nestabilitou). Nezáleží na tom, zda je vulkán aktivní, spící, vyhaslý nebo se nachází na souši či pod vodní hladinou. Sesuv může iniciovat magmatická intruze (výstup nového magmatu blíže k povrchu), sopečná erupce, silné zemětřesení nebo intenzivní srážky. K nestabilitě svahů přispívá i zvýšení obsahu vody v zemině, suti nebo horninách. Voda vyplňuje spáry a mění pevnou vazbu mezi zrny a zároveň na plochách tvořících rozhraní vrstev může působit jako mazadlo a usnadňovat klouzání. Soudržnost hornin je mimo jiné porušována i zvětráváním. Je-li sesuv dostatečně masivní, obsahujíc velké množství vody a jemnozrnného materiálu, může se transformovat v lahar a pokračovat v pohybu říčním korytem, což se stalo například na svazích vulkánu Casita v Nikaragui, když ji v roce 1998 postihl hurikán Mitch.
Velikost sesuvu je různá. Objem těch malých se pohybuje v několika tisíc m³. Naopak u těch větších to může být více než 1 km³ (miliarda m³), výjimečně více než 100 km³. Masa hornin je schopná dosáhnout takové rychlosti a hybnosti, že jí umožňují překonat topograficky výrazné terénní překážky. Příkladem může být slavná sopečná erupce americké sopky Mount St. Helens 18. května 1980. Objem enormního sesuvu celého jejího severního úbočí činil 2,9 km³. Masa hornin nabrala rychlost 180–288 km/h a její část překonala 400 m vysoký protilehlý hřeben, ležící ve vzdálenosti 5 km. Navíc vytlačila vodu z přilehlého jezera Spirit do megatsunami vysoké 180–260 m. Zhruba 15 tisíc lidí zemřelo poté, co v roce 1792 proběhl částečný kolaps sopky Unzen, jenž v zátoce Tachibana vyvolal 100 metrové megatsunami. Masivní sesuvy mohou odstranit dostatek hmoty, aby se odhalila přívodní dráha magmatu, což vede k erupční aktivitě. To bylo pozorováno roku 2018 při sesuvu kuželu ostrovní sopky Krakatoa. Do jejich útrob měla přístup mořská voda, což se mělo za následek velmi bouřlivou freatomagmatickou erupci, trvající nepřetržitě 6 dní.